# Rescuerunner

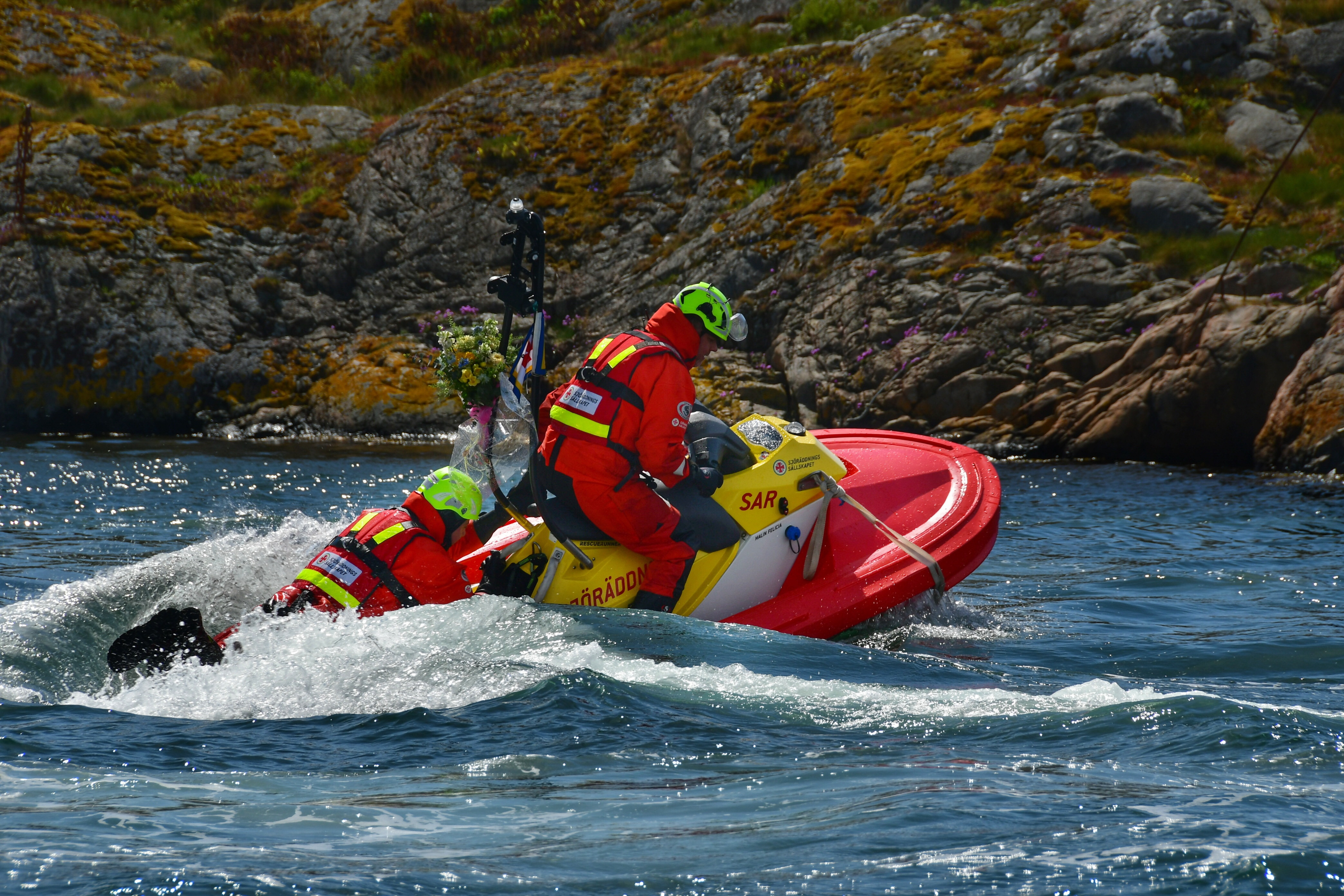
Sjöräddningsövning med en rescuerunner

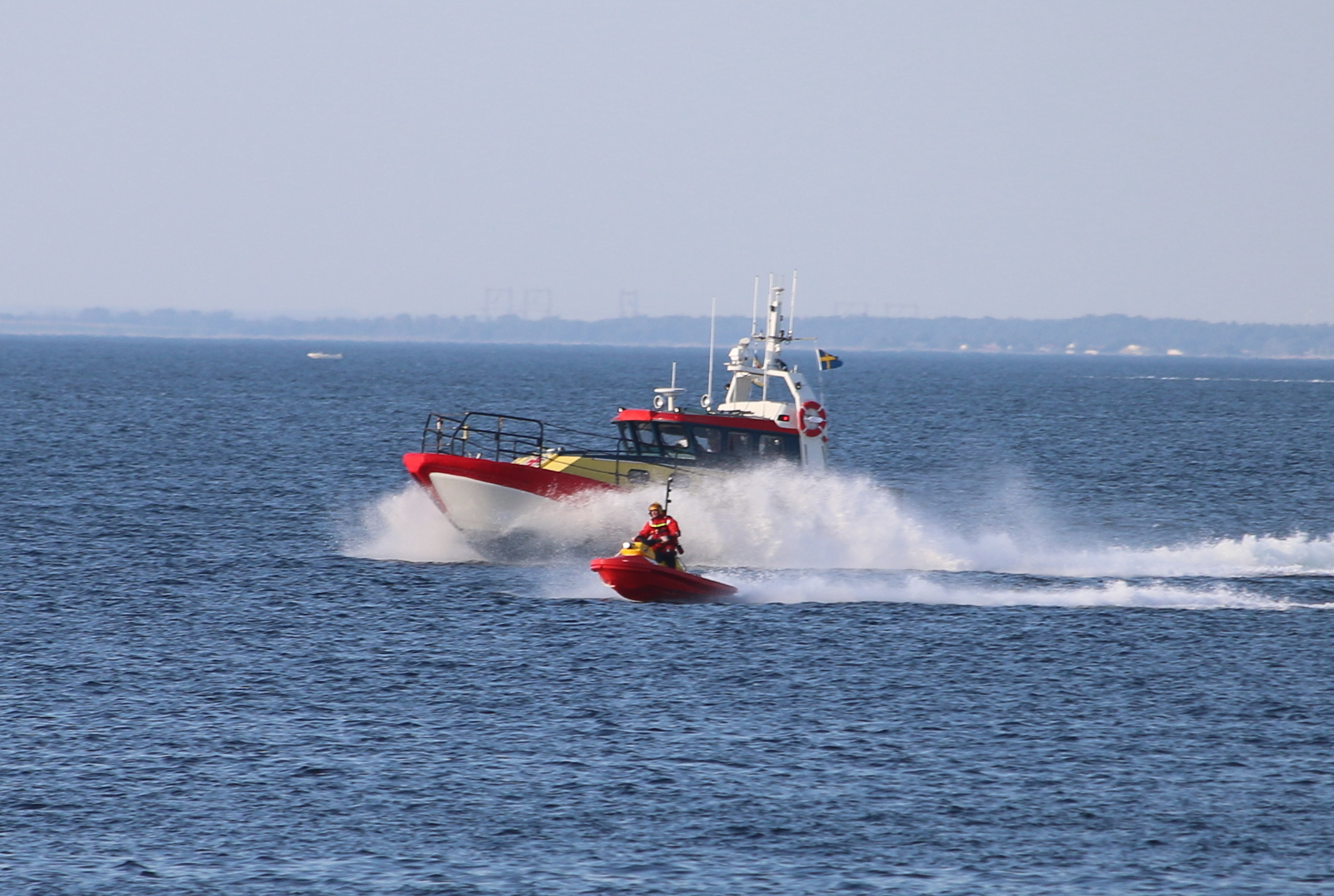
Sjöräddningsbåt och rescuerunner i Öresund

Rescuerunner är benämningen på den modifierade vattenskoter, som tagits fram av Sjöräddningssällskapet (SSRS) för sjöräddning.
Rescuerunners har utvecklats i Sverige av i Sjöräddningssällskapet för att användas vid sjöräddning under förhållanden där större farkoster har svårt att operera, till exempel på grunt vatten, vid rev och klippor och på sjöar dit båtar måste fraktas landvägen. De körs normalt av en person, vilken med hjälp av vattenskoterns accelerationskraft från stillastående, och av ett vridmoment, drar upp en nödställd, som håller i förarens vänstra hand, på en bakre plattform för transport till omhändertagandeplats.
Under 2002 gjorde industriformgivaren Fredrik Falkman ett första Rescuerunnerprojekt som examensarbete i samarbete med SSRS. År 2003 testades en prototyp. En insamling 2004 gjordes för att bygga de första sex exemplaren, vilka namngavs efter de sex omkomna besättningsmedlemmarna i den svenska försvarshelikoptern H99 av typ Super Puma (Helikopter 10), som havererade den 18 november 2003. Haveriet skedde  utanför Rörö på Västkusten i en räddningsövning tillsammans med Sjöräddningssällskapets livräddningskryssare Märta Collin från Räddningsstation Rörö.
Sjöräddningssällskapet har 53 enheter (sommaren 2020) stationerade på sina räddningsstationer i Sverige, varav några kan medföras i de största räddningsbåtarna. En rescuerunner väger 350 kilo och lastar drygt 400 kilo.
Fredrik Falkman fick 2006 Svenska formgivningspriset (Swedish Design Award) för rescuerunnern. I oktober 2006 överlät Sjöräddningssällskapet projektet till företaget Safe at Sea i Hisings Backa.

## Frimärke
- Vid Sjöräddningssällskapets 100-årsjubileum 2007 utgavs ett svenskt frimärke med dels den äldsta av SSRS livbåtar från Stafsnäs, dels  Rescuerunner Thomas Lagerström på övning utanför Godahoppsudden i Sydafrika.[3]